# Siou
Siou är en ort i Burkina Faso.   Den ligger i regionen Boucle du Mouhoun, i den centrala delen av landet, 180 km väster om huvudstaden Ouagadougou. Siou ligger 320 meter över havet och antalet invånare är 2 531.
Terrängen runt Siou är platt. Runt Siou är det ganska glesbefolkat, med 39 invånare per kvadratkilometer.. Siou är det största samhället i trakten.
Omgivningarna runt Siou är en mosaik av jordbruksmark och naturlig växtlighet.